# Tasma Walton
Tasma Walton es una actriz australiana, más conocida por haber interpretado a Deirdre McKinley en la serie Blue Heelers.

## Biografía
Se unió a la prestigiosa escuela australiana National Institute of Dramatic Art "NIDA" pero la dejó.
Salió con el actor australiano Danny Roberts por casi siete años y medio, pero la relación terminó en el 2004.
En octubre del 2007 comenzó a salir con el conductor australiano Rove McManus, Tasma le propuso matrimonio y la pareja se casó el 16 de junio de 2009 en una ceremonia privada en Broome, Australia Occidental. En septiembre del 2013 la pareja anunció que estaban esperando a su primer bebé juntos, la pareja le dio la bienvenida a su primera hija juntos Ruby Aurelia McManus el 16 de diciembre de 2013.

## Carrera
El 18 de junio de 1995 se unió al elenco principal de la serie policíaca Blue Heelers donde interpretó a la agente de policía Deirdre E. "Dash" McKingley hasta el 28 de julio de 1999.
El 22 de marzo de 2009 se unió al elenco recurrente de la serie City Homicide donde interpretó a la criminóloga y psicóloga Claudia Leigh, hasta el 25 de agosto de 2010.
El 16 de octubre de 2013 se unió al elenco recurrente de la popular serie australiana Home and Away donde interpretó a Jade Montgomery, la exdirectora de Mangrove River High que llega a la bahía para trabajar como maestra en la escuela local hasta el 29 de enero de 2014 después de que Jade fuera arrestada luego de que la policía descubriera que ella había sido responsable de la explosión de la bomba en el hospital. Anteriormente había aparecido por primera vez en la serie el 2 de noviembre de 1995 donde interpretó a Rachel Watson, la hermana menor de la doctora Kelly Watson durante seis episodios.

## Filmografía

### Series de televisión
| Año             | Título                | Personaje          | Notas                                                 |
| --------------- | --------------------- | ------------------ | ----------------------------------------------------- |
| 2016 - presente | Cleverman             | Araluen            | 12 episodios - miniserie                              |
| 2016            | Rake                  | Jack               | 3 episodios                                           |
| 2014            | It's a Date           | Paulina            | episodio "Should You Date Outside Your Comfort Zone?" |
| 2013 - 2014     | Home and Away         | Jade Montgomery    | 14 episodios                                          |
| 2009 - 2010     | City Homicide         | Det. Claudia Leigh | 14 episodios                                          |
| 2009            | Sea Patrol            | Julia              | episodio "Secret Cargo"                               |
| 2006            | Stupid Stupid Man     | Janine Russell     | episodio "A Very, Very Private Function"              |
| 2004            | Mcleod's Daughters    | Tracey Morrison    | episodio "Show of Love"                               |
| 2003            | White Collar Blue     | Gemma Mancuzzo     | 2 episodios                                           |
| 2000, 2002      | BeastMaster           | Caro               | 4 episodios                                           |
| 2001            | The Secret Life of Us | Leah               | 5 episodios                                           |
| 2000            | Water Rats            | Belinda Harvey     | episodio "Able to Leap Tall Buildings"                |
| 1995 - 1999     | Blue Heelers          | Deirdre McKinley   | 130 episodios                                         |
| 1995            | Echo Point            | Gina               | -                                                     |

### Películas
| Año  | Título                  | Personaje         | Notas                                                                                           |
| ---- | ----------------------- | ----------------- | ----------------------------------------------------------------------------------------------- |
| 2014 | The Half Dead           | Julie Masden      | junto a John Rhys-Davies, Steve Bastoni, Jay Laga'aia, Peter Phelps & Denise Roberts            |
| 2013 | Mystery Road            | Mary Swan         | junto a Aaron Pedersen, Hugo Weaving, Jack Thompson, Ryan Kwanten & Damian Walshe-Howling       |
| 2009 | Dreamland               | April Freeman     | junto a Michael J. Minor & Daniel Roberts                                                       |
| 2009 | Blessed                 | Gail              | junto a Frances O'Connor, Miranda Otto, Deborra-Lee Furness, Victoria Haralabidou & Wayne Blair |
| 2009 | Together Alone          | Trish             | corto - junto a Ian Bliss & Gigi Perry                                                          |
| 2006 | BlackJack: At the Gates | Sylvia            | junto a Marta Dusseldorp, Gigi Edgley, David Field, Colin Friels & Robert Mammone               |
| 2006 | Safesty in Numbers      | Caroline          | junto a Teo Gebert, Jessica Napier, Henry Nixon & Dichen Lachman                                |
| 2005 | Little Oberon           | Georgie Green     | corto - junto a Sweeney Young, Sigrid Thornton, Brittany Byrnes & Sullivan Stapleton            |
| 2005 | Perdition               | Jo                | corto - junto a Nathaniel Dean & Ashley Lyons                                                   |
| 2004 | Roll                    | Emma              | junto a John Batchelor, Mike Frencham & Marcus Graham                                           |
| 2003 | The Postcard Bandit     | Frankie           | junto a Brett Stiller, Matthew Le Nevez, Anthony Phelan, Helen Dallimore & Genevieve Lemon      |
| 2003 | Subterano               | Stone             | junto a Alex Dimitriades, Chris Haywood & Nikolai Nikolaeff                                     |
| 2001 | The Secret Life of Us   | Leah              | junto a Claudia Karvan, Deborah Mailman, Samuel Johnson, Abi Tucker & Joel Edgerton             |
| 2000 | Virtual Nightmare       | Wendy             | junto a Michael Muhney, John Noble, Paul Gleeson, Jerome Ehlers & Zoe Naylor                    |
| 1999 | Airtight                | Virg              | junto a Grayson McCouch, Andrew McFarlane, Salvatore Coco, Marshall Napier & Danny Adcock       |
| 1998 | Cody: The Wrong Stuff   | -                 | junto a Gary Sweet, Robert Mammone & Kym Wilson                                                 |
| 1996 | Fistful of Flies        | Maria "Mars" Lupi | junto a Eamon Davern, Mario Gamma, Giordano Gangl, Danielle Grima & John Lucantonio             |

### Teatro
| Año  | Obra                  | Personaje | Director (a)     | Teatro            | Notas                                                                                    |
| ---- | --------------------- | --------- | ---------------- | ----------------- | ---------------------------------------------------------------------------------------- |
| 2004 | Live Acts on Stage    | -         | Peter Kingston   | Playhouse Theatre | junto a Austin Castiglione, Vivienne Garrett, David Hynes, Peter Kowitz & Stuart Lumsden |
| 2001 | The Vagina Monologues | -         | Caroline Stacey  | -                 | junto a Rebekah Elmaloglou & Pippa Grandison                                             |
| 1994 | Jigsaws               | -         | Louise Luccarini | New Theatre       | junto a Nicolle Dickson, Patricia East & Penelope James                                  |

## Premios y nominaciones
| Año  | Categoría               | Premio                                  | Serie/Película   | Resultado |
| ---- | ----------------------- | --------------------------------------- | ---------------- | --------- |
| 1997 | Most Popular New Talent | Logie Award                             | Blue Heelers     | Ganadora  |
| 1997 | Best Actress            | Sochi International Film Festival Award | Fistful of Flies | Ganadora  |
| 1997 | Best Actress            | Sochi Open Russian Film Festival Award  | Fistful of Flies | Ganadora  |